# حمام أخضر أصفر الرجلين
حمام أخضر أصفر الرجلين (الاسم العلمي: Treron phoenicoptera) هو نوع من فصيلة حماميات.